# بيل هام
بيل هام (بالإنجليزية: Bill Ham)‏ هو ملحن وشخصية أعمال ومنتج أسطوانات وعازف قيثارة أمريكي، ولد في 4 فبراير 1937 في تكساس في الولايات المتحدة، وتوفي في 20 يونيو 2016 في أوستن في الولايات المتحدة.

## وصلات خارجية
- الموقع الرسمي
- بيل هام على موقع ميوزك برينز (الإنجليزية)
- بيل هام على موقع أول ميوزيك (الإنجليزية)
- بيل هام على موقع ديسكوغز (الإنجليزية)